# Courrier sud (film)
Pour les articles homonymes, voir Courrier sud (homonymie).
Pour plus de détails, voir Fiche technique et Distribution.
Courrier sud est un film français tiré du roman homonyme d'Antoine de Saint-Exupéry, réalisé par Pierre Billon et sorti en 1937.

## Fiche technique
- Titre : Courrier sud
- Réalisateur : Pierre Billon
- Scénario : Hans G. Lustig, Robert Bresson, Pierre Billon et Antoine de Saint-Exupéry, d'après le roman Courrier sud d'Antoine de Saint-Exupéry
- Décors : André Barsacq et Léon Barsacq
- Photographie : Robert Lefebvre et Louis Page
- Musique : Jacques Ibert et Maurice Thiriet
- Son : Pierre-Louis Calvet
- Montage : Henri Taverna
- Assistante réalisateur : Françoise Giroud
- Production : Pan Ciné
- Pays d'origine :  France
- Genre : Film dramatique
- Durée : 91 minutes
- Date de sortie : France, 22 janvier 1937

## Distribution
- Pierre Richard-Willm : Jacques Bernis
- Jany Holt : Geneviève Herlin
- Charles Vanel : Herlin, l'ambassadeur
- Baron fils : le père de Geneviève
- Jacques Baumer : le procureur
- Pauline Carton : Mathilde
- Gabrielle Dorziat : la mère
- Marguerite Pierry : Sophie
- Raymond Aimos : le sergent
- Alexandre Rignault : Hubert
- Roger Legris : 1er radio
- Pierre Sergeol : le chef de l'aéroport de Juby
- René Bergeron : le chef de l'aéroport de Casablanca
- Abel Jacquin : le capitaine
- Jean Aymé : le joaillier
- Henri Crémieux : le secrétaire
- Madeleine Milhaud : la directrice
- Odette Talazac : l'aubergiste
- Maurice Devienne : le maître d'hôtel
- Albert Malbert : le patron
- Jacques Berlioz